# Óčko Black
Óčko Black je česká hudební televizní stanice.
Provozovatelem stanice je Stanice O, kdy rozhodnutí o udělení licence Radou pro rozhlasové a televizní vysílání bylo vydáno 4. prosince 2018. Óčko Black se zaměřuje na žánry hip-hop, soul rock and roll atd. Stanice odstartovala 5. února 2019.Cílová skupina stanice jsou diváci ve věku 15–30 let, primárně obyvatelé měst. Je distribuována placeným operátorům na kabelu, satelitu nebo prostřednictvím IPTV. Je také dostupná v pozemním vysílání, v Regionální síti 12 a
Regionální síti 8.